# Präsidentschaftswahl in Benin 1996
Die Präsidentschaftswahl in Benin 1996, die zweiten nach dem Ende der Volksrepublik Benin, fand in zwei Wahlgängen im März 1996 statt. In der ersten Runde am 3. März erhielt Amtsinhaber Nicéphore Dieudonné Soglo die relative Mehrheit, weshalb am 18. März 1996 eine Stichwahl zur Wahl des Präsidenten der Republik Benin abgehalten wurde. Hier setzte sich Herausforderer Mathieu Kérékou durch, der zuvor noch knapp zwei Prozentpunkte zurück lag.

## Ergebnisse
| Kandidaten        | Parteien                                             | 1. Wahlgang | 1. Wahlgang | 2. Wahlgang | 2. Wahlgang |
| Kandidaten        | Parteien                                             | Stimmen     | %           | Stimmen     | %           |
| ----------------- | ---------------------------------------------------- | ----------- | ----------- | ----------- | ----------- |
| Mathieu Kérékou   | Front d’action pour le renouveau et le développement | 567.084     | 33,9        | 999.453     | 52,5        |
| Nicéphore Soglo   | Renaissance du Bénin                                 | 596.371     | 35,7        | 904.626     | 47,5        |
| Adrien Houngbédji | Parti du renouveau démocratique                      | 329.364     | 19,7        |             |             |
| Bruno Amoussou    | Parti social-démocrate                               | 129.731     | 7,8         |             |             |
| Pascal Fontondji  | Parti communiste du Bénin                            | 17.977      | 1,1         |             |             |
| Lionel Agbo       | parteilos                                            | 15.418      | 0,9         |             |             |
| Léandre Djagoué   | parteilos                                            | 15.079      | 0,9         |             |             |
| Gesamt            | Gesamt                                               | 1.671.024   | 100         | 1.904.079   | 100         |
|                   |                                                      |             |             |             |             |
| Ungültige Stimmen | Ungültige Stimmen                                    | 540.653     | 24,4        | 54.776      | 2,8         |
| Wähler            | Wähler                                               | 2.211.677   | 87,8        | 1.958.855   | 77,6        |
| Wahlberechtigte   | Wahlberechtigte                                      | 2.517.970   |             | 2.524.262   |             |